# Ракетные крейсера проекта 1293
Атомный ракетный крейсер проекта 1293 — нереализованный проект ракетных крейсеров с атомной энергетической установкой.

## История проектирования
С середины 1970-х гг. в СССР велось строительство серии тяжелых атомных ракетных крейсеров проекта 1144 «Орлан». Сами по себе эти корабли были очень большие и сложные (полное в/и свыше 26.000 т), поэтому и серия планировалась весьма ограниченная. Корабли этого проекта от корпуса к корпусу значительно совершенствовались, воплощая в себе все новейшие достижения отечественной науки и техники. Но это же привело и к тому, что фактически «Орланы» не получились серийными, что сделало их постройку чересчур затратной, хотя подобное было понятно с самого начала – ведь корабли были узкоспециализированные и несли на себе массу лишнего вооружения. В результате остро встал вопрос о снижении стоимости корабля для решения таких же задач. Было выставлено условие – разработать корабль того же назначения, но по стоимости ниже хотя бы на 20%. В то время уже задумывался наш первый атомный авианосец (так и недостроенный в связи с развалом СССР) и ему, соответственно, нужен был корабль охранения. Поэтому одновременно было решено проектировать два атомных корабля в одном корпусе, которые бы по отдельности выполняли ударную и противолодочную функции. Так и появились проект 1293 – атомного ударного ракетного крейсера, и проект 1199 (шифр «Анчар») – атомного большого противолодочного корабля.
Техническое задание на проектирование этих кораблей было выдано Северном проектно-конструкторском бюро Северному ПКБ главным конструктором был назначен Б.И.Купенский (ранее разработавший проекты 50, 61 и 1144). Работы по крейсеру проекта 1293 продвигались относительно быстро – сказывался задел, оставшийся от разработки атомного РКР проекта 1165 «Фугас». Получившийся корабль имел водоизмещение 14.190 т и основные размерения 210 x 20,8 м. Вооружение состояло из 16 вертикальных ПУ ПКР «Гранит», ЗРК коллективной обороны «Фал» (модификация ЗРК «Форт») с боезапасом 64 ракеты, ЗРК «Кинжал» с таким же боезапасом, двух пусковых установок ПЛРК «Водопад», двух РБУ-12000, спаренной универсальной 130-мм АУ АК-130 и четырех батарей 30-мм шестиствольных автоматов АК-630М.
Следует отметить, что к этому времени на новых кораблях было решено отказаться от «Кортик» ввиду их большого веса и габаритов и того, что на практике они не успевали осуществлять дострел автоматами не сбитые с помощью своих ЗУР вражеские противокорабельные ракеты. Поэтому на РКР проекта 1293 перехват в ближней зоне осуществлял ЗРК «Кинжал», а дострел целей осуществляли автоматы ЗАК АК-630, введенные в общий контур ПВО, но и с возможностью индивидуального наведения от своей стрельбовой РЛС. Также не совсем понятно наличие на таком ударном корабле комплекса ПЛО – ведь точно такой же должен был стоять и на БПК проекта 1199.
На крейсере предусматривалось авиационное вооружение из двух вертолетов Ка-27. Они размещались в сдвоенном ангаре в кормовой части корабля, там же располагалась ВПП, диспетчерский пост и система ближней навигации. Радиоэлектронные средства должны были включать в себя самые современные образцы, в том числе РЛС большой дальности «Море» с фазированной антенной решеткой.